# Albero della Vita, Ultima cena e storie sacre
L'Albero della Vita, Ultima cena e storie sacre è un grande affresco di Taddeo Gaddi, databile al 1355 circa e conservato nella parete ovest del refettorio della basilica di Santa Croce a Firenze.

## Storia
L'affresco venne riferito a Giotto da Giorgio Vasari e tale attribuzione venne ripetuta fino agli studi moderni, quando il Rumhor lo escluse dal catalogo del maestro. Crowe e Cavalcaselle, almeno per l'Albero della Croce e l'Ultima cena, poi per tutte le scene da Adolfo Venturi.

## Descrizione e stile

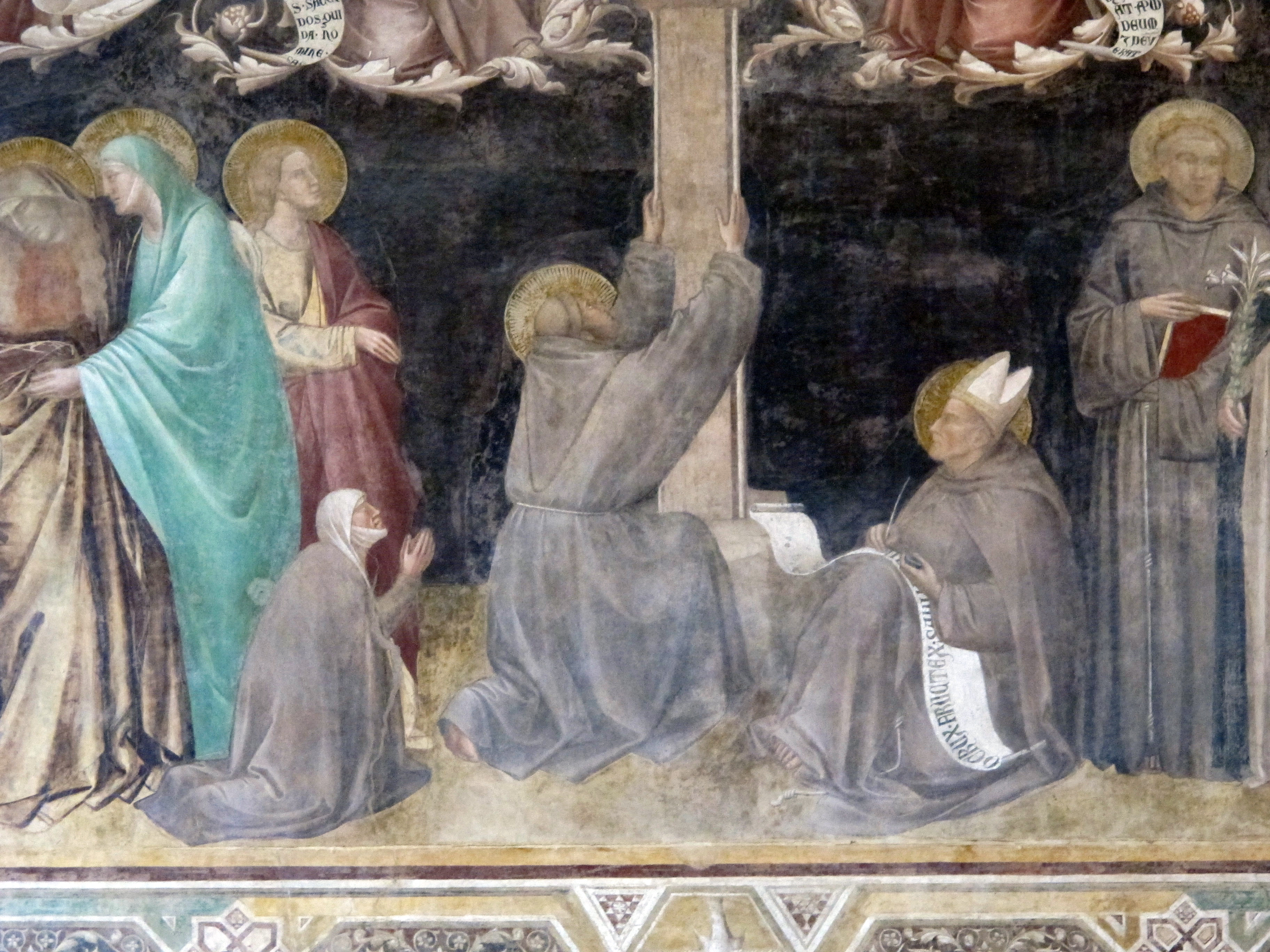
Dettaglio dei santi francescani alla base del Lignum Vitae

Lo schema della decorazione del refettorio è il più antico noto, e divenne tipico per i cenacoli conventuali, come si vede anche nel cenacolo di Santo Spirito. Organizzato come un enorme trittico dotato di una sorta di predella, mostra in alto al centro una grande Crocifissione, qui rappresentata come Albero della Vita (iconografia tratta dal Lignum Vitae di san Bonaventura), contornata da due coppie di scene ai lati e dall'Ultima cena in basso, primo prototipo dei cenacoli fiorentini che andranno a decorare i refettori dei più prestigiosi conventi e monasteri della città.
Le scene laterali che compongono l'insieme sono tutti spunti sui quali i monaci potevano riflettere durante il pasto, legati in particolare al monachesimo e ai santi francescani:
- San Benedetto in solitudine
- Gesù a cena dal Fariseo
- San Francesco che riceve le stimmate
- Storia di san Ludovico di Tolosa

Per l'Albero della croce Taddeo attinse a un'iconografia che ha il suo migliore esempio nell'Albero di Pacino di Buonaguida, qui tuttavia semplificata, con i profeti e gli evangelisti nei tondi al posto degli episodi della vita di Cristo i profeti e gli evangelisti. Le rispettive scritture dei personaggi sono legate al mistero della Passione al suo avverarsi.
La combinazione di questi soggetti risulta, fino ad allora, inusitata: furono probabilmente gli stessi frati a elaborare lo schema decorativo, come "summa" della teologia francescana. Risultano così combinate una forte elaborazione intellettuale, dovuta alla frequentazione colta dello "studium generale" dell'Ordine in Santa Croce, assieme a una certa chiarezza espositiva delle scene tipica delle commissioni francescane, tesa ad "istruire" lo spettatore.
Le scene sono composte su più livelli di profondità, come si vede bene ad esempio nell'ultima cena, dove i commensali sono proiettati in uno spazio intermedio tra l'affresco e lo spettatore, essendo sovrapposti alle cornici dello spartito. Sulla sommità le mensolette  dipinte ripropongono un altro effetto tridimensionale.